# 487
| [ Edytuj tabelę ]          |                                       |
| Cesarz Bizancjum           | - 474 Zenon 491 - 484 Leoncjusz I 488 |
| Król Franków               | - 481 Chlodwig I 511                  |
| Król Kentu                 | - 455 Hengest 488                     |
| Patriarcha Konstantynopola | - 471 Akacjusz 488                    |
| Władca Korei               | - 413 Changsu 491                     |
| Król Munsteru              | - 453 Óengus 489                      |
| Król Ostrogotów            | - 471 Teodoryk Wielki 526             |
| Papież                     | - 483 Feliks III 492                  |
| Król Persji                | - 484 Balasz 488                      |
| Król Wandalów              | - 484 Guntamund 496                   |
| Król Wizygotów             | - 484 Alaryk II 507                   |

Rok 487 / CDLXXXVII
stulecia: IV wiek ~
V wiek ~
VI wiek

lata: 477 «
482 «
483 «
484 «
485 «
486 «
487
» 488
» 489
» 490
» 491
» 492
» 497

## Wydarzenia
- Europa
  - rozegrała się wojna między Rugiami a Odoakrem na ziemi północnego Noricum zwanej Rugilandem, w wyniku której sprzymierzeńcy Rugiów opanowali tereny dzisiejszej wschodniej Austrii

## Urodzili się
- Dazu Huike (jap. Jinkō Eka) – drugi patriarcha buddyzmu zen, jeden z czterech uczniów Bodhidharmy (zm. 593)